# Norne
Norne (staronordijski norn, plural: nornir) suđenice su iz nordijske mitologije. Spominju se tri: Urd ili Prošlost, Verdandi ili Sadašnjost i Skuld ili Budućnost. Skuld je ujedno i valkira.
Osim njih ima još puno drugih norni koje određuju sudbinu ljudi, ali i bogova. Neke su norne dobre, neke manje dobre, a neke su zle. One pletu niti sudbine svakoga, a o duljini niti ovisi trajanje nečijega života. Predestinacija je vrlo karakteristična za sve u nordijskoj mitologiji, pa tako norne upravljaju i sudbinama bogova, pri čemu im neće reći kakva je ona. Ipak, neki bogovi znaju kakva je sudbina, to su na primjer Odin, vrhovni bog i njegova supruga Frigg. Unatoč tome, niti jedno od njih je ne može promijeniti. Frigg je pokušala kada je umro njezin sin Baldr, ali joj na koncu nije uspjelo. Odin zna da je sudbina bogova da svoj kraj dočekaju u konačnom boju Ragnaroku gdje će gotovo svi izginuti.
Norne žive u dvorani u podnožju svjetskoga drveta, jasena Yggdrasila, kod vrela Urd. Tamo svakoga dana vodom i kalom iz vrela prskaju jasen da mu se grane ne osuše.
Navedene norne su, čini se, sestre i potječu od pradiva Ymira kojeg su ubili Odin i braća mu Ve i Vili i od njegova tijela načinili svijet.
Ostale norne potječu od različitih rodova, bilo bogova, vila ili patuljaka:
| (Fáfnismál, 13)       | (Fáfnismál, 13)             |
| --------------------- | --------------------------- |
| Sundrbornar miök      | Različitog porijekla        |
| hygg ek at nornir sé, | sjećam se da su Norne,      |
| eigut þær ætt saman;  | iako su istovrsne;          |
| sumar eru áskunnar,   | jedne su od roda Asa,       |
| sumar eru álfkunnar   | druge su od vila,           |
| sumar dœtr Dvalins    | a neke su kćeri Dvalinnove. |
|                       | (prevela Dora Maček)        |